# Sandels
Sandels és una marca de cervesa fabricada per la cerveseria finlandesa Olvi des de 1973. Porta el nom del mariscal suec i heroi de guerra de la Guerra finlandesa Johan August Sandels (1764–1831). Les llaunes i ampolles de la cervesa contenen anècdotes i dites de la vida de Sandels, moltes d'elles relacionades amb la cervesa.
La Sandels és una lager pàl·lida, tot i que n'existeixen altres versions, com una cervesa més fosca i una cervesa de blat. Sandels va ser la marca de cervesa millor valorada a Finlàndia en un estudi del 2015.